# 特里奧冰原島峰
75°30′S 159°42′E / 75.500°S 159.700°E
特里奧冰原島峰是南極洲的冰原島峰，位於維多利亞地的大衞冰川南岸，由3座山峰組成，處於霍林斯沃斯冰川終點以西，現時由南極條約體系管理。